# ريكاردو غارسيا (سياسي)
ريكاردو غارسيا (بالإسبانية: Ricardo García Sainz)‏ (و. يونيو 1930 – 2015 م) هو سياسي، ومحامي، ومدرس مكسيكي، ولد في مدينة مكسيكو، كان عضوًا في حزب الثورة الديمقراطية.

## مناصب
تولى منصب عضو مجلس النواب المكسيك
.

## التعليم
تعلم في الجامعة الوطنية المستقلة في المكسيك
.